# Aimé Maillart

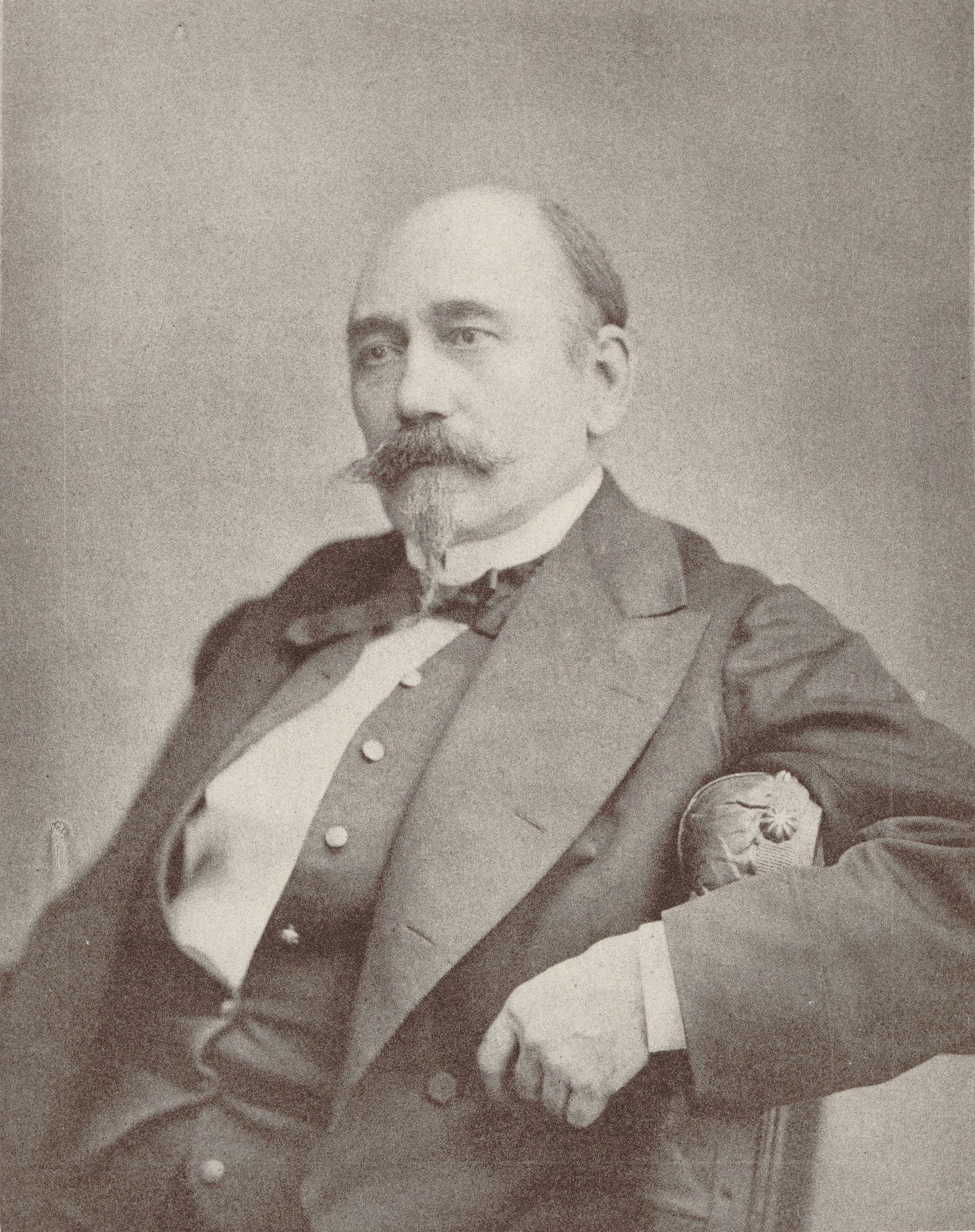
Aimé Maillart (1817-1871).

Aimé Maillart, nato Louis-Aimé Mallart, (Montpellier, 24 marzo 1817 – Moulins, 26 maggio 1871), è stato un compositore francese, molto noto per le sue opere e particolarmente per Les Dragons de Villars e Lara.

## Biografia
Maillart studiò composizione musicale al Conservatoire de Paris dal 1833, con Aimé-Ambroise-Simon Leborne e Fromental Halévy, e violino con Guérin. Vinse il Prix de Rome nel 1841 e quindi soggiornò in Italia per tre anni. Dopo il ritorno in patria compose sei opere le cui prime esecuzioni avvennero tutte a Parigi.
Delle sue opere, Les Dragons de Villars (1856) e Lara (1864) sono le più conosciute. Les Dragons de Villars venne data in prima esecuzione al Théâtre Lyrique e divenne popolare anche in Germania con il titolo di Das Glöckchen des Eremiten, venendo poi rappresentata anche a New York ed al Wiener Staatsoper nel 1900 diretta da Franz Schalk e nel 1939 diretta da Anton Paulik. Lara fu tratta da un poema omonimo di Lord Byron.
Maillart morì a Moulins (Allier), nella regione dell'Alvernia, all'età di cinquantaquattro anni. Egli è tumulato nel Cimitero di Montmartre a Parigi.

## Opere
- Lionel Foscara (cantata) (1841)
- Gastilbelza (1847)
- Le Moulin des Tilleuls (1849) opéra-comique in 1 atto, libretto di Eugène Cormon e Julien de Mallian;[1]
- Les Dragons de Villars (1856) su libretto di Lockroy e Eugène Cormon;
- Les pêcheurs de Catane (1860)
- Lara (1864) con Célestine Galli-Marié all'Opéra-Comique di Parigi